# 2017-es férfi kézilabda-világbajnokság
A 2017-es férfi kézilabda-világbajnokságot Franciaországban rendezték 2017. január 11–29. között. A vb-t a címvédő a francia csapat nyerte, története során 6. alkalommal.
Ez az első olyan férfi világesemény, amelyen női játékvezető-párosok is közreműködtek. A francia testvérpár, Charlotte és Julie Bonaventura a női nemzetközi versenyek mellett a francia férfi kézilabda-bajnokságban is csaknem tízéves tapasztalatot szerzett már, ezek után delegálták őket először férfi világbajnoki mérkőzésre 2017. január 13-án a Fehérororszország–Chile csoportmérkőzésre.
A január 21-én Lille-ben rendezett Franciaország-Izland nyolcaddöntő mérkőzésen 28 010 néző előtt lépett pályára a két válogatott. Korábban Európa-bajnokságon és olimpián sem volt egy mérkőzésen ennyi néző.
A magyar válogatott a 7. helyen végzett.

## Helyszínek
A világbajnokságot 8 helyszínen (8 városban) rendezik meg.

Helyszínek:
- Villeneuve-d’Ascq
- Paris-Bercy
- Nantes
- Montpellier
- Albertville
- Rouen
- Metz
- Brest
- Aix-en-Provence (visszalépett a rendezéstől)[8]

| Lille                       | Párizs                   | Nantes                   |
| --------------------------- | ------------------------ | ------------------------ |
| Stade Pierre-Mauroy         | AccorHotels Arena        | Exponantes – Hall XXL    |
| Befogadóképesség: 27,500    | Befogadóképesség: 15,700 | Befogadóképesség: 10,800 |
|                             |                          |                          |
| Montpellier                 | Park&Suites Arena        |                          |
| Befogadóképesség: 9,853     |                          |                          |
|                             |                          |                          |
| Albertville                 |                          |                          |
| La halle de glace Olympique |                          |                          |
| Befogadóképesség: 6,500     |                          |                          |
|                             |                          |                          |
| Rouen                       | Metz                     | Brest                    |
| Kindarena                   | Arènes de Metz           | Brest Arena              |
| Befogadóképesség: 5,700     | Befogadóképesség: 5,127  | Befogadóképesség: 4,000  |
|                             |                          |                          |

## Selejtezők
| Torna                       | Dátum                                | Kvóta | Nemzetek |
| --------------------------- | ------------------------------------ | ----- | --- |
| Rendező                     | 2011. december 15.                   | 1     | Franciaország |
| 2015-ös világbajnokság      | 2015. január 15. – február 1.        | 1     | Katar |
| Európai selejtező           | 2015. november 4. – 2016. június 16. | 9     | Svédország · Macedónia · Lengyelország · Oroszország · Magyarország · Izland · Szlovénia · Fehéroroszország · Dánia |
| 2016-os Afrika kupa         | 2016. január 21–30.                  | 3     | Angola · Egyiptom · Tunézia                                                                                         |
| 2016-os Európa-bajnokság    | 2016. január 15–31.                  | 3     | Horvátország · Németország · Spanyolország                                                                          |
| 2016-os Ázsia-bajnokság     | 2016. január 15–28.                  | 3     | Bahrein · Japán · Szaúd-Arábia                                                                                      |
| 2016-os pánamerikai játékok | 2016. június 11–19.                  | 3     | Brazília · Chile · Argentína                                                                                        |
| Szabadkártya                | 2016. június 21.                     | 1     | Norvégia |

## Résztvevők
A tornán 24 nemzet válogatottja vett részt. Ebből 1 rendező, 1 címvédő, 12 kontinenstornákról és 9 az európai selejtezőkből jutott ki, 1 szabadkártyát kapott.
| Ország           | Kvalifikáció joga                      | Kvalifikáció ideje | vb-részvételek száma |
| ---------------- | -------------------------------------- | ------------------ | -------------------- |
| Franciaország    | Házigazda                              | 2011. december 15. | 16                   |
| Katar            | 2015-ös világbajnokság, 2. hely        | 2015. január 30.   | 5                    |
| Bahrein          | 2016-os Ázsia-bajnokság, elődöntős     | 2016. január 24.   | 1                    |
| Japán            | 2016-os Ázsia-bajnokság, elődöntős     | 2016. január 24.   | 12                   |
| Szaúd-Arábia     | 2016-os Ázsia-bajnokság, elődöntős     | 2016. január 24.   | 7                    |
| Tunézia          | 2016-os Afrika-bajnokság, döntős       | 2016. január 29.   | 12                   |
| Egyiptom         | 2016-os Afrika-bajnokság, döntős       | 2016. január 29.   | 13                   |
| Németország      | 2016-os Európa-bajnokság, döntős       | 2016. január 29.   | 22                   |
| Spanyolország    | 2016-os Európa-bajnokság, döntős       | 2016. január 29.   | 18                   |
| Angola           | 2016-os Afrika-bajnokság, harmadik     | 2016. január 30.   | 2                    |
| Horvátország     | 2016-os Európa-bajnokság, harmadik     | 2016. január 31.   | 11                   |
| Oroszország      | Európai selejtező                      | 2016. június 15.   | 11                   |
| Fehéroroszország | Európai selejtező                      | 2016. június 15.   | 3                    |
| Szlovénia        | Európai selejtező                      | 2016. június 15.   | 7                    |
| Magyarország     | Európai selejtező                      | 2016. június 15.   | 18                   |
| Dánia            | Európai selejtező                      | 2016. június 15.   | 21                   |
| Lengyelország    | Európai selejtező                      | 2016. június 15.   | 14                   |
| Macedónia        | Európai selejtező                      | 2016. június 15.   | 4                    |
| Svédország       | Európai selejtező                      | 2016. június 15.   | 22                   |
| Izland           | Európai selejtező                      | 2016. június 16.   | 18                   |
| Brazília         | 2016-os Pánamerika-bajnokság, döntős   | 2016. június 18.   | 12                   |
| Chile            | 2016-os Pánamerika-bajnokság, döntős   | 2016. június 18.   | 3                    |
| Argentína        | 2016-os Pánamerika-bajnokság, harmadik | 2016. június 19.   | 10                   |
| Norvégia         | Szabadkártya                           | 2016. június 21.   | 13                   |

### A magyar csapat
A válogatott 16 fős kerete.
| #                                            | Név               | Kor                              | Poszt      | Magasság | Súly   | Klub                  | Vál./Gól |
| -------------------------------------------- | ----------------- | -------------------------------- | ---------- | -------- | ------ | --------------------- | -------- |
| 2                                            | Balogh Zsolt      | 1989. március 29. (27 évesen)    | jobbátlövő | 1,89 m   | 96 kg  | MOL-Pick Szeged       | 26/51    |
| 5                                            | Schuch Timuzsin   | 1985. június 5. (31 évesen)      | beállós    | 1,97 m   | 106 kg | Telekom Veszprém      | 143/74   |
| 7                                            | Császár Gábor     | 1984. június 16. (32 évesen)     | irányító   | 1,86 m   | 86 kg  | Kadetten Schaffhausen | 228/792  |
| 10                                           | Harsányi Gergely  | 1981. május 3. (35 évesen)       | jobbszélső | 1,91 m   | 96 kg  | Grundfos Tatabánya    | 173/386  |
| 11                                           | Ligetvári Patrik  | 1996. február 13. (20 évesen)    | balátlövő  | 2,01 m   | 104 kg | Telekom Veszprém      | 7/6      |
| 12                                           | Fazekas Nándor    | 1976. október 16. (40 évesen)    | kapus      | 1,92 m   | 92 kg  | Balatonfüredi KSE     | 230/1    |
| 16                                           | Mikler Roland     | 1984. szeptember 20. (32 évesen) | kapus      | 1,90 m   | 92 kg  | Telekom Veszprém      | 167/0    |
| 19                                           | Nagy László       | 1981. március 3. (35 évesen)     | jobbátlövő | 2,08 m   | 113 kg | Telekom Veszprém      | 194/725  |
| 22                                           | Imán Dzsamáli     | 1991. október 11. (25 évesen)    | balátlövő  | 2,02 m   | 102 kg | Meskov Breszt         | 19/43    |
| 25                                           | Zubai Szabolcs    | 1984. március 31. (32 évesen)    | beállós    | 1,91 m   | 86 kg  | MOL-Pick Szeged       | 205/306  |
| 27                                           | Bánhidi Bence     | 1995. február 9. (21 évesen)     | beállós    | 2,04 m   | 110 kg | MOL-Pick Szeged       | 31/64    |
| 28                                           | Szöllősi Szabolcs | 1989. január 28. (27 évesen)     | beállós    | 1,94 m   | 101 kg | Grundfos Tatabánya    | 63/94    |
| 29                                           | Juhász Ádám       | 1996. június 6. (20 évesen)      | irányító   | 1,88 m   | 81 kg  | Grundfos Tatabánya    | 7/14     |
| 33                                           | Ancsin Gábor      | 1990. november 27. (26 évesen)   | jobbátlövő | 2,02 m   | 97 kg  | Telekom Veszprém      | 84/185   |
| 39                                           | Bodó Richárd      | 1993. március 13. (23 évesen)    | balátlövő  | 2,03 m   | 110 kg | MOL-Pick Szeged       | 30/89    |
| 66                                           | Lékai Máté        | 1988. június 16. (28 évesen)     | irányító   | 1,90 m   | 82 kg  | Telekom Veszprém      | 101/231  |
| Tartalékként behívott                        |                   |                                  |            |          |        |                       |          |
| 20                                           | Gulyás Péter      | 1984. március 4. (32 évesen)     | szélső     | 2,00 m   | 82 kg  | Telekom Veszprém      | 101/204  |
| Szövetségi kapitány: Xavier Sabaté (40 éves) |                   |                                  |            |          |        |                       |          |

1. 1 2  A második csoportmérkőzés után Nagy László sérülése miatt kikerült a keretből, helyét a Chile elleni mérkőzéstől Gulyás Péter vette át. A Dánia elleni nyolcaddöntő előtt Nagy Lászlót újra benevezte a válogatott szakvezetése Gulyás helyett.

## Sorsolás
| 1. kalap                                              | 2. kalap                                           | 3. kalap                                                  | 4. kalap                                      | 5. kalap                            | 6. kalap                                       |
| ----------------------------------------------------- | -------------------------------------------------- | --------------------------------------------------------- | --------------------------------------------- | ----------------------------------- | ---------------------------------------------- |
| - Franciaország - Németország - Katar - Spanyolország | - Horvátország - Szlovénia - Dánia - Lengyelország | - Svédország - Oroszország - Fehéroroszország - Macedónia | - Magyarország - Izland - Brazília - Egyiptom | - Tunézia - Chile - Bahrein - Japán | - Argentína - Angola - Szaúd-Arábia - Norvégia |

## Csoportkör
| Jelmagyarázat                                                            |
| ------------------------------------------------------------------------ |
| A csoportok első négy helyezettje bejutott az egyenes kieséses szakaszba |
| A csoportok ötödik helyezettjei a 17–20. helyért játszhatnak             |
| A csoportok utolsó helyezettjei a 21–24. helyért játszhatnak             |

A győzelemért 2, a döntetlenért 1 pont jár. A sorrend meghatározásakor a több szerzett pont rangsorol először. A verseny szabályzata alapján, ha két vagy több csapat a csoportmérkőzések után azonos pontszámmal áll, akkor az alábbiak alapján kell meghatározni a sorrendet:
1. az azonos pontszámmal álló csapatok mérkőzésein szerzett több pont
2. az azonos pontszámmal álló csapatok mérkőzésein elért jobb gólkülönbség
3. az azonos pontszámmal álló csapatok mérkőzésein szerzett több gól
4. az összes mérkőzésen elért jobb gólkülönbség
5. az összes mérkőzésen szerzett több gól
6. sorsolás

### A csoport (Nantes)
A francia-brazil nyitómeccset Párizsban rendezik meg.
| Csapat        | M | Gy | D | V | G+  | G–  | Gk  | P  |
| ------------- | - | -- | - | - | --- | --- | --- | -- |
| Franciaország | 5 | 5  | 0 | 0 | 154 | 112 | +42 | 10 |
| Norvégia      | 5 | 4  | 0 | 1 | 155 | 124 | +31 | 8  |
| Oroszország   | 5 | 3  | 0 | 2 | 139 | 136 | +3  | 6  |
| Brazília      | 5 | 2  | 0 | 3 | 121 | 146 | –25 | 4  |
| Lengyelország | 5 | 1  | 0 | 4 | 115 | 125 | –10 | 2  |
| Japán         | 5 | 0  | 0 | 5 | 120 | 161 | –41 | 0  |

| 2017. január 11. 20:45 | Franciaország | 31–16       | Brazília | AccorHotels Arena, Párizs Nézőszám: 15 609 Játékvezetők: Lah, Sok (SLO) |
| 2017. január 11. 20:45 | Porte 6       | (17–7)      | Toledo 5 | AccorHotels Arena, Párizs Nézőszám: 15 609 Játékvezetők: Lah, Sok (SLO) |
| 2017. január 11. 20:45 | 4× 2×         | Jegyzőkönyv | 3× 3×    | AccorHotels Arena, Párizs Nézőszám: 15 609 Játékvezetők: Lah, Sok (SLO) |

| 2017. január 12. 17:45 | Oroszország     | 39–29       | Japán   | Parc des expositions de la Beaujoire - Hall XXL, Nantes Nézőszám: 4867 Játékvezetők: Kolahdouzan, Mousaviyan (IRI) |
| 2017. január 12. 17:45 | három játékos 6 | (18–15)     | Shida 7 | Parc des expositions de la Beaujoire - Hall XXL, Nantes Nézőszám: 4867 Játékvezetők: Kolahdouzan, Mousaviyan (IRI) |
| 2017. január 12. 17:45 | 3× 2×           | Jegyzőkönyv | 3×      | Parc des expositions de la Beaujoire - Hall XXL, Nantes Nézőszám: 4867 Játékvezetők: Kolahdouzan, Mousaviyan (IRI) |

| 2017. január 12. 20:45 | Lengyelország | 20–22       | Norvégia | Parc des expositions de la Beaujoire - Hall XXL, Nantes Nézőszám: 5356 Játékvezetők: Brunner, Szalah (SUI) |
| 2017. január 12. 20:45 | Daszek 7      | (10–12)     | Hansen 6 | Parc des expositions de la Beaujoire - Hall XXL, Nantes Nézőszám: 5356 Játékvezetők: Brunner, Szalah (SUI) |
| 2017. január 12. 20:45 | 3× 2×         | Jegyzőkönyv | 6× 4×    | Parc des expositions de la Beaujoire - Hall XXL, Nantes Nézőszám: 5356 Játékvezetők: Brunner, Szalah (SUI) |

| 2017. január 13. 17:45 | Japán    | 19–31       | Franciaország | Parc des expositions de la Beaujoire - Hall XXL, Nantes Nézőszám: 10500 Játékvezetők: Brunner, Salah (SUI) |
| 2017. január 13. 17:45 | Uegaki 5 | (9–17)      | Fabregas 7    | Parc des expositions de la Beaujoire - Hall XXL, Nantes Nézőszám: 10500 Játékvezetők: Brunner, Salah (SUI) |
| 2017. január 13. 17:45 | 2× 2×    | Jegyzőkönyv | 2× 3×         | Parc des expositions de la Beaujoire - Hall XXL, Nantes Nézőszám: 10500 Játékvezetők: Brunner, Salah (SUI) |

| 2017. január 14. 14:45 | Brazília | 28–24       | Lengyelország | Parc des expositions de la Beaujoire - Hall XXL, Nantes Nézőszám: 10 171 Játékvezetők: Horáček, Novotný (CZE) |
| 2017. január 14. 14:45 | Toledo 8 | (16–11)     | Paczkowski 6  | Parc des expositions de la Beaujoire - Hall XXL, Nantes Nézőszám: 10 171 Játékvezetők: Horáček, Novotný (CZE) |
| 2017. január 14. 14:45 | 3×       | Jegyzőkönyv | 1×            | Parc des expositions de la Beaujoire - Hall XXL, Nantes Nézőszám: 10 171 Játékvezetők: Horáček, Novotný (CZE) |

| 2017. január 14. 17:45 | Norvégia   | 28–24       | Oroszország | Parc des expositions de la Beaujoire - Hall XXL, Nantes Nézőszám: 9812 Játékvezetők: Gjeding, Hansen (DEN) |
| 2017. január 14. 17:45 | Bjørnsen 7 | (15–11)     | Soroka 8    | Parc des expositions de la Beaujoire - Hall XXL, Nantes Nézőszám: 9812 Játékvezetők: Gjeding, Hansen (DEN) |
| 2017. január 14. 17:45 | 2× 2×      | Jegyzőkönyv | 4× 3×       | Parc des expositions de la Beaujoire - Hall XXL, Nantes Nézőszám: 9812 Játékvezetők: Gjeding, Hansen (DEN) |

| 2017. január 15. 17:45 | Franciaország   | 31–28       | Norvégia  | Parc des expositions de la Beaujoire - Hall XXL, Nantes Nézőszám: 10500 Játékvezetők: Kolahdouzan, Mousaviannazhad (IRN) |
| 2017. január 15. 17:45 | három játékos 5 | (16–12)     | Sagosen 8 | Parc des expositions de la Beaujoire - Hall XXL, Nantes Nézőszám: 10500 Játékvezetők: Kolahdouzan, Mousaviannazhad (IRN) |
| 2017. január 15. 17:45 | 5× 3× 1×        | Jegyzőkönyv | 7× 3× 1×  | Parc des expositions de la Beaujoire - Hall XXL, Nantes Nézőszám: 10500 Játékvezetők: Kolahdouzan, Mousaviannazhad (IRN) |

| 2017. január 15. 20:45 | Brazília  | 27–24       | Japán    | Parc des expositions de la Beaujoire - Hall XXL, Nantes Nézőszám: 8326 Játékvezetők: Gjeding, Hansen (DEN) |
| 2017. január 15. 20:45 | Langaro 8 | (14–12)     | Tokuda 7 | Parc des expositions de la Beaujoire - Hall XXL, Nantes Nézőszám: 8326 Játékvezetők: Gjeding, Hansen (DEN) |
| 2017. január 15. 20:45 | 2× 1×     | Jegyzőkönyv | 2× 3×    | Parc des expositions de la Beaujoire - Hall XXL, Nantes Nézőszám: 8326 Játékvezetők: Gjeding, Hansen (DEN) |

| 2017. január 16. 20:45 | Lengyelország | 20–24       | Oroszország | Parc des expositions de la Beaujoire - Hall XXL, Nantes Nézőszám: 4961 Játékvezetők: Horáček, Novotný (CZE) |
| 2017. január 16. 20:45 | T. Gębala 4   | (9–13)      | Kovaljov 7  | Parc des expositions de la Beaujoire - Hall XXL, Nantes Nézőszám: 4961 Játékvezetők: Horáček, Novotný (CZE) |
| 2017. január 16. 20:45 | 5× 2× 1×      | Jegyzőkönyv | 3× 1×       | Parc des expositions de la Beaujoire - Hall XXL, Nantes Nézőszám: 4961 Játékvezetők: Horáček, Novotný (CZE) |

| 2017. január 17. 14:00 | Norvégia  | 39–26       | Brazília          | Parc des expositions de la Beaujoire - Hall XXL, Nantes Nézőszám: 5943 Játékvezetők: Horáček, Novotný (CZE) |
| 2017. január 17. 14:00 | Sagosen 7 | (18–13)     | Chiuffa, Pozzer 6 | Parc des expositions de la Beaujoire - Hall XXL, Nantes Nézőszám: 5943 Játékvezetők: Horáček, Novotný (CZE) |
| 2017. január 17. 14:00 | 3× 2×     | Jegyzőkönyv | 6× 1×             | Parc des expositions de la Beaujoire - Hall XXL, Nantes Nézőszám: 5943 Játékvezetők: Horáček, Novotný (CZE) |

| 2017. január 17. 17:45 | Lengyelország | 26–25       | Japán   | Parc des expositions de la Beaujoire - Hall XXL, Nantes Nézőszám: 8655 Játékvezetők: Brunner, Salah (SUI) |
| 2017. január 17. 17:45 | Daszek 5      | (9–11)      | Shida 9 | Parc des expositions de la Beaujoire - Hall XXL, Nantes Nézőszám: 8655 Játékvezetők: Brunner, Salah (SUI) |
| 2017. január 17. 17:45 | 4× 3×         | Jegyzőkönyv | 1× 2×   | Parc des expositions de la Beaujoire - Hall XXL, Nantes Nézőszám: 8655 Játékvezetők: Brunner, Salah (SUI) |

| 2017. január 17. 20:45 | Oroszország | 24–35       | Franciaország | Parc des expositions de la Beaujoire - Hall XXL, Nantes Nézőszám: 10500 Játékvezetők: Gjeding, Hansen (DEN) |
| 2017. január 17. 20:45 | Siskarjov 6 | (11–16)     | Dipanda 8     | Parc des expositions de la Beaujoire - Hall XXL, Nantes Nézőszám: 10500 Játékvezetők: Gjeding, Hansen (DEN) |
| 2017. január 17. 20:45 | 3× 1×       | Jegyzőkönyv | 2× 2×         | Parc des expositions de la Beaujoire - Hall XXL, Nantes Nézőszám: 10500 Játékvezetők: Gjeding, Hansen (DEN) |

| 2017. január 19. 14:00 | Oroszország         | 28–24       | Brazília        | Parc des expositions de la Beaujoire - Hall XXL, Nantes Nézőszám: 5197 Játékvezetők: Gjeding, Hansen (DEN) |
| 2017. január 19. 14:00 | Dereven, Selmenko 5 | (14–15)     | három játékos 5 | Parc des expositions de la Beaujoire - Hall XXL, Nantes Nézőszám: 5197 Játékvezetők: Gjeding, Hansen (DEN) |
| 2017. január 19. 14:00 | 5× 2× 1×            | Jegyzőkönyv | 4× 1×           | Parc des expositions de la Beaujoire - Hall XXL, Nantes Nézőszám: 5197 Játékvezetők: Gjeding, Hansen (DEN) |

| 2017. január 19. 17:45 | Franciaország | 26–25       | Lengyelország       | Parc des expositions de la Beaujoire - Hall XXL, Nantes Nézőszám: 10500 Játékvezetők: Brunner, Salah (SUI) |
| 2017. január 19. 17:45 | Nyokas 7      | (13–13)     | Gębala, Krajewski 5 | Parc des expositions de la Beaujoire - Hall XXL, Nantes Nézőszám: 10500 Játékvezetők: Brunner, Salah (SUI) |
| 2017. január 19. 17:45 | 3× 2×         | Jegyzőkönyv | 3× 2×               | Parc des expositions de la Beaujoire - Hall XXL, Nantes Nézőszám: 10500 Játékvezetők: Brunner, Salah (SUI) |

| 2017. január 19. 20:45 | Japán    | 23–38       | Norvégia | Parc des expositions de la Beaujoire - Hall XXL, Nantes Nézőszám: 3621 Játékvezetők: Horáček, Novotný (CZE) |
| 2017. január 19. 20:45 | Motoki 4 | (14–19)     | Myrhol 7 | Parc des expositions de la Beaujoire - Hall XXL, Nantes Nézőszám: 3621 Játékvezetők: Horáček, Novotný (CZE) |
| 2017. január 19. 20:45 | 3×       | Jegyzőkönyv | 1×       | Parc des expositions de la Beaujoire - Hall XXL, Nantes Nézőszám: 3621 Játékvezetők: Horáček, Novotný (CZE) |

### B csoport (Metz)
| Csapat        | M | Gy | D | V | G+  | G–  | Gk  | P  |
| ------------- | - | -- | - | - | --- | --- | --- | -- |
| Spanyolország | 5 | 5  | 0 | 0 | 160 | 115 | +45 | 10 |
| Szlovénia     | 5 | 3  | 1 | 1 | 151 | 136 | +15 | 7  |
| Macedónia     | 5 | 2  | 1 | 2 | 139 | 137 | +2  | 5  |
| Izland        | 5 | 1  | 2 | 2 | 128 | 121 | +7  | 4  |
| Tunézia       | 5 | 1  | 2 | 2 | 144 | 144 | 0   | 4  |
| Angola        | 5 | 0  | 0 | 5 | 122 | 191 | –69 | 0  |

| 2017. január 12. 14:00 | Szlovénia           | 42–25       | Angola  | Palais omnisports Les Arènes, Metz Nézőszám: 2179 Játékvezetők: Grillo, Lenci (ARG) |
| 2017. január 12. 14:00 | Mačkovšek, Marguč 8 | (22–13)     | Lopes 7 | Palais omnisports Les Arènes, Metz Nézőszám: 2179 Játékvezetők: Grillo, Lenci (ARG) |
| 2017. január 12. 14:00 | 4× 3×               | Jegyzőkönyv | 3× 1×   | Palais omnisports Les Arènes, Metz Nézőszám: 2179 Játékvezetők: Grillo, Lenci (ARG) |

| 2017. január 12. 17:45 | Macedónia     | 34–30       | Tunézia     | Palais omnisports Les Arènes, Metz Nézőszám: 2561 Játékvezetők: Koo, Lee (KOR) |
| 2017. január 12. 17:45 | K. Lazarov 12 | (13–14)     | Boughanmi 9 | Palais omnisports Les Arènes, Metz Nézőszám: 2561 Játékvezetők: Koo, Lee (KOR) |
| 2017. január 12. 17:45 | 4× 4×         | Jegyzőkönyv | 6× 3×       | Palais omnisports Les Arènes, Metz Nézőszám: 2561 Játékvezetők: Koo, Lee (KOR) |

| 2017. január 12. 20:45 | Spanyolország        | 27–21       | Izland       | Palais omnisports Les Arènes, Metz Nézőszám: 5054 Játékvezetők: Gatelis, Mazeika (LTU) |
| 2017. január 12. 20:45 | Balaguer, Cañellas 4 | (10–12)     | Sigurðsson 5 | Palais omnisports Les Arènes, Metz Nézőszám: 5054 Játékvezetők: Gatelis, Mazeika (LTU) |
| 2017. január 12. 20:45 | 3× 3×                | Jegyzőkönyv | 5× 4×        | Palais omnisports Les Arènes, Metz Nézőszám: 5054 Játékvezetők: Gatelis, Mazeika (LTU) |

| 2017. január 14. 14:45 | Izland    | 25–26       | Szlovénia | Palais omnisports Les Arènes, Metz Nézőszám: 5054 Játékvezetők: Koo, Lee (KOR) |
| 2017. január 14. 14:45 | Elísson 7 | (8–11)      | Bezjak 6  | Palais omnisports Les Arènes, Metz Nézőszám: 5054 Játékvezetők: Koo, Lee (KOR) |
| 2017. január 14. 14:45 | 5× 3×     | Jegyzőkönyv | 4× 4×     | Palais omnisports Les Arènes, Metz Nézőszám: 5054 Játékvezetők: Koo, Lee (KOR) |

| 2017. január 14. 17:45 | Tunézia | 21–26       | Spanyolország     | Palais omnisports Les Arènes, Metz Nézőszám: 5056 Játékvezetők: Geipel, Helbig (GER) |
| 2017. január 14. 17:45 | Toumi 5 | (10–12)     | Balaguer, Tomás 5 | Palais omnisports Les Arènes, Metz Nézőszám: 5056 Játékvezetők: Geipel, Helbig (GER) |
| 2017. január 14. 17:45 | 3× 3×   | Jegyzőkönyv | 1× 2×             | Palais omnisports Les Arènes, Metz Nézőszám: 5056 Játékvezetők: Geipel, Helbig (GER) |

| 2017. január 14. 20:45 | Angola  | 22–31       | Macedónia     | Palais omnisports Les Arènes, Metz Nézőszám: 3845 Játékvezetők: Gatelis, Mazeika (LTU) |
| 2017. január 14. 20:45 | Lopes 5 | (9–14)      | K. Lazarov 10 | Palais omnisports Les Arènes, Metz Nézőszám: 3845 Játékvezetők: Gatelis, Mazeika (LTU) |
| 2017. január 14. 20:45 | 3× 2×   | Jegyzőkönyv | 5× 3×         | Palais omnisports Les Arènes, Metz Nézőszám: 3845 Játékvezetők: Gatelis, Mazeika (LTU) |

| 2017. január 15. 14:45 | Izland       | 22–22       | Tunézia    | Palais omnisports Les Arènes, Metz Nézőszám: 5054 Játékvezetők: Grillo, Lenci (ARG) |
| 2017. január 15. 14:45 | Sigurðsson 5 | (11–13)     | Bannour 12 | Palais omnisports Les Arènes, Metz Nézőszám: 5054 Játékvezetők: Grillo, Lenci (ARG) |
| 2017. január 15. 14:45 | 7× 2×        | Jegyzőkönyv | 3× 3×      | Palais omnisports Les Arènes, Metz Nézőszám: 5054 Játékvezetők: Grillo, Lenci (ARG) |

| 2017. január 16. 17:45 | Szlovénia        | 29–22       | Macedónia    | Palais omnisports Les Arènes, Metz Nézőszám: 2605 Játékvezetők: Geipel, Helbig (GER) |
| 2017. január 16. 17:45 | Bejzak, Marguč 4 | (16–10)     | K. Lazarov 9 | Palais omnisports Les Arènes, Metz Nézőszám: 2605 Játékvezetők: Geipel, Helbig (GER) |
| 2017. január 16. 17:45 | 5× 2×            | Jegyzőkönyv | 2× 2×        | Palais omnisports Les Arènes, Metz Nézőszám: 2605 Játékvezetők: Geipel, Helbig (GER) |

| 2017. január 16. 20:45 | Spanyolország | 42–22       | Angola   | Palais omnisports Les Arènes, Metz Nézőszám: 2126 Játékvezetők: Grillo, Lenci (ARG) |
| 2017. január 16. 20:45 | Fernández 9   | (21–10)     | Lopes 6  | Palais omnisports Les Arènes, Metz Nézőszám: 2126 Játékvezetők: Grillo, Lenci (ARG) |
| 2017. január 16. 20:45 | 1× 2×         | Jegyzőkönyv | 1× 2× 1× | Palais omnisports Les Arènes, Metz Nézőszám: 2126 Játékvezetők: Grillo, Lenci (ARG) |

| 2017. január 17. 17:45 | Szlovénia   | 28–28       | Tunézia  | Palais omnisports Les Arènes, Metz Nézőszám: 3039 Játékvezetők: Gatelis, Mažeika (LTU) |
| 2017. január 17. 17:45 | Kavtičnik 7 | (15–13)     | Sanaï 8  | Palais omnisports Les Arènes, Metz Nézőszám: 3039 Játékvezetők: Gatelis, Mažeika (LTU) |
| 2017. január 17. 17:45 | 5× 3×       | Jegyzőkönyv | 3× 3× 1× | Palais omnisports Les Arènes, Metz Nézőszám: 3039 Játékvezetők: Gatelis, Mažeika (LTU) |

| 2017. január 17. 20:45 | Angola  | 19–33       | Izland       | Palais omnisports Les Arènes, Metz Nézőszám: 1725 Játékvezetők: Geipel, Helbig (GER) |
| 2017. január 17. 20:45 | Lopes 8 | (8–16)      | Sigurðsson 8 | Palais omnisports Les Arènes, Metz Nézőszám: 1725 Játékvezetők: Geipel, Helbig (GER) |
| 2017. január 17. 20:45 | 5× 3×   | Jegyzőkönyv | 1× 2×        | Palais omnisports Les Arènes, Metz Nézőszám: 1725 Játékvezetők: Geipel, Helbig (GER) |

| 2017. január 18. 20:45 | Macedónia    | 25–29       | Spanyolország | Palais omnisports Les Arènes, Metz Nézőszám: 3951 Játékvezetők: Gatelis, Mazeika (LTU) |
| 2017. január 18. 20:45 | K. Lazarov 6 | (14–14)     | Rivera 11     | Palais omnisports Les Arènes, Metz Nézőszám: 3951 Játékvezetők: Gatelis, Mazeika (LTU) |
| 2017. január 18. 20:45 | 2× 3×        | Jegyzőkönyv | 2× 2×         | Palais omnisports Les Arènes, Metz Nézőszám: 3951 Játékvezetők: Gatelis, Mazeika (LTU) |

| 2017. január 19. 14:00 | Tunézia    | 43–34       | Angola   | Palais omnisports Les Arènes, Metz Nézőszám: 1935 Játékvezetők: Koo, Lee (KOR) |
| 2017. január 19. 14:00 | Bannour 10 | (23–16)     | Teca 10  | Palais omnisports Les Arènes, Metz Nézőszám: 1935 Játékvezetők: Koo, Lee (KOR) |
| 2017. január 19. 14:00 | 2× 2×      | Jegyzőkönyv | 3× 3× 1× | Palais omnisports Les Arènes, Metz Nézőszám: 1935 Játékvezetők: Koo, Lee (KOR) |

| 2017. január 19. 17:45 | Macedónia    | 27–27       | Izland    | Palais omnisports Les Arènes, Metz Nézőszám: 3225 Játékvezetők: Grillo, Lenci (ARG) |
| 2017. január 19. 17:45 | K. Lazarov 7 | (13–15)     | Kárason 7 | Palais omnisports Les Arènes, Metz Nézőszám: 3225 Játékvezetők: Grillo, Lenci (ARG) |
| 2017. január 19. 17:45 | 4× 3×        | Jegyzőkönyv | 4× 3×     | Palais omnisports Les Arènes, Metz Nézőszám: 3225 Játékvezetők: Grillo, Lenci (ARG) |

| 2017. január 19. 20:45 | Spanyolország | 36–26       | Szlovénia | Palais omnisports Les Arènes, Metz Nézőszám: 5054 Játékvezetők: Geipel, Helbig (GER) |
| 2017. január 19. 20:45 | Balaguer 7    | (18–10)     | Marguč 6  | Palais omnisports Les Arènes, Metz Nézőszám: 5054 Játékvezetők: Geipel, Helbig (GER) |
| 2017. január 19. 20:45 | 4× 1×         | Jegyzőkönyv | 4× 3×     | Palais omnisports Les Arènes, Metz Nézőszám: 5054 Játékvezetők: Geipel, Helbig (GER) |

### C csoport (Rouen)
| Csapat           | M | Gy | D | V | G+  | G–  | Gk  | P  |
| ---------------- | - | -- | - | - | --- | --- | --- | -- |
| Németország      | 5 | 5  | 0 | 0 | 159 | 107 | +52 | 10 |
| Horvátország     | 5 | 4  | 0 | 1 | 148 | 126 | +22 | 8  |
| Fehéroroszország | 5 | 2  | 0 | 3 | 134 | 145 | –11 | 4  |
| Magyarország     | 5 | 2  | 0 | 3 | 147 | 138 | +9  | 4  |
| Szaúd-Arábia     | 5 | 1  | 0 | 4 | 123 | 157 | –34 | 2  |
| Chile            | 5 | 1  | 0 | 4 | 122 | 160 | –38 | 2  |

| 2017. január 13. 14:00 | Fehéroroszország | 28–32       | Chile     | Kindarena, Rouen Nézőszám: 2000 Játékvezetők: Bonaventura, Bonaventura (FRA) |
| 2017. január 13. 14:00 | Karalek 10       | (14–14)     | Salinas 8 | Kindarena, Rouen Nézőszám: 2000 Játékvezetők: Bonaventura, Bonaventura (FRA) |
| 2017. január 13. 14:00 | 7× 3×            | Jegyzőkönyv | 4× 3×     | Kindarena, Rouen Nézőszám: 2000 Játékvezetők: Bonaventura, Bonaventura (FRA) |

| 2017. január 13. 17:45 | Németország   | 27–23       | Magyarország  | Kindarena, Rouen Nézőszám: 5000 Játékvezetők: Nachevski, Nikolov (MKD) |
| 2017. január 13. 17:45 | Gensheimer 13 | (16–11)     | hat játékos 3 | Kindarena, Rouen Nézőszám: 5000 Játékvezetők: Nachevski, Nikolov (MKD) |
| 2017. január 13. 17:45 | 3× 2×         | Jegyzőkönyv | 2× 3× 1×      | Kindarena, Rouen Nézőszám: 5000 Játékvezetők: Nachevski, Nikolov (MKD) |

| 2017. január 13. 20:45 | Horvátország | 28–23       | Szaúd-Arábia | Kindarena, Rouen Nézőszám: 4500 Játékvezetők: Boualloucha, Khenissi (TUN) |
| 2017. január 13. 20:45 | Cindrić 6    | (12–11)     | Mo. Al-salem | Kindarena, Rouen Nézőszám: 4500 Játékvezetők: Boualloucha, Khenissi (TUN) |
| 2017. január 13. 20:45 | 3× 3×        | Jegyzőkönyv | 4× 3×        | Kindarena, Rouen Nézőszám: 4500 Játékvezetők: Boualloucha, Khenissi (TUN) |

| 2017. január 14. 20:45 | Magyarország       | 28–31       | Horvátország | Kindarena, Rouen Nézőszám: 4000 Játékvezetők: Līcis, Sondors (LAT) |
| 2017. január 14. 20:45 | Balogh, Harsányi 6 | (11–11)     | Štrlek 6     | Kindarena, Rouen Nézőszám: 4000 Játékvezetők: Līcis, Sondors (LAT) |
| 2017. január 14. 20:45 | 3× 3×              | Jegyzőkönyv | 4× 3×        | Kindarena, Rouen Nézőszám: 4000 Játékvezetők: Līcis, Sondors (LAT) |

| 2017. január 15. 17:45 | Chile          | 14–35       | Németország  | Kindarena, Rouen Nézőszám: 5000 Játékvezetők: Līcis, Sondors (LAT) |
| 2017. január 15. 17:45 | négy játékos 2 | (6–17)      | Kohlbacher 8 | Kindarena, Rouen Nézőszám: 5000 Játékvezetők: Līcis, Sondors (LAT) |
| 2017. január 15. 17:45 | 3× 3×          | Jegyzőkönyv | 3× 3×        | Kindarena, Rouen Nézőszám: 5000 Játékvezetők: Līcis, Sondors (LAT) |

| 2017. január 15. 20:45 | Szaúd-Arábia | 26–29       | Fehéroroszország | Kindarena, Rouen Nézőszám: 3000 Játékvezetők: Nachevski, Nikolov (MKD) |
| 2017. január 15. 20:45 | Al-Salem 7   | (13–14)     | Pukhouski 9      | Kindarena, Rouen Nézőszám: 3000 Játékvezetők: Nachevski, Nikolov (MKD) |
| 2017. január 15. 20:45 | 5× 3×        | Jegyzőkönyv | 5× 3×            | Kindarena, Rouen Nézőszám: 3000 Játékvezetők: Nachevski, Nikolov (MKD) |

| 2017. január 16. 17:45 | Magyarország | 34–29       | Chile            | Kindarena, Rouen Nézőszám: 2000 Játékvezetők: Boualloucha, Khenissi (TUN) |
| 2017. január 16. 17:45 | Dzsamáli 7   | (17–14)     | Er. Feuchtmann 9 | Kindarena, Rouen Nézőszám: 2000 Játékvezetők: Boualloucha, Khenissi (TUN) |
| 2017. január 16. 17:45 | 5× 4×        | Jegyzőkönyv | 1× 3×            | Kindarena, Rouen Nézőszám: 2000 Játékvezetők: Boualloucha, Khenissi (TUN) |

| 2017. január 16. 20:45 | Horvátország | 31–25       | Fehéroroszország | Kindarena, Rouen Nézőszám: 3202 Játékvezetők: Bonaventura, Bonaventura (FRA) |
| 2017. január 16. 20:45 | Cindrić 8    | (18–15)     | Karalek 7        | Kindarena, Rouen Nézőszám: 3202 Játékvezetők: Bonaventura, Bonaventura (FRA) |
| 2017. január 16. 20:45 | 4× 3× 1×     | Jegyzőkönyv | 5× 3×            | Kindarena, Rouen Nézőszám: 3202 Játékvezetők: Bonaventura, Bonaventura (FRA) |

| 2017. január 17. 17:45 | Németország | 38–24       | Szaúd-Arábia | Kindarena, Rouen Nézőszám: 2980 Játékvezetők: Nachevski, Nikolov (MKD) |
| 2017. január 17. 17:45 | Fäth 6      | (21–13)     | Al-Zaer 8    | Kindarena, Rouen Nézőszám: 2980 Játékvezetők: Nachevski, Nikolov (MKD) |
| 2017. január 17. 17:45 | 3× 3×       | Jegyzőkönyv | 2× 3×        | Kindarena, Rouen Nézőszám: 2980 Játékvezetők: Nachevski, Nikolov (MKD) |

| 2017. január 18. 14:00 | Szaúd-Arábia | 24–37       | Magyarország | Kindarena, Rouen Nézőszám: 4959 Játékvezetők: Līcis, Sondors (LAT) |
| 2017. január 18. 14:00 | Al-Mohsin 7  | (10–17)     | Császár 9    | Kindarena, Rouen Nézőszám: 4959 Játékvezetők: Līcis, Sondors (LAT) |
| 2017. január 18. 14:00 | 4× 2×        | Jegyzőkönyv | 4× 2×        | Kindarena, Rouen Nézőszám: 4959 Játékvezetők: Līcis, Sondors (LAT) |

| 2017. január 18. 17:45 | Fehéroroszország | 25–31       | Németország  | Kindarena, Rouen Nézőszám: 4524 Játékvezetők: Khenissi, Boualloucha (TUN) |
| 2017. január 18. 17:45 | három játékos 4  | (16–16)     | Gensheimer 8 | Kindarena, Rouen Nézőszám: 4524 Játékvezetők: Khenissi, Boualloucha (TUN) |
| 2017. január 18. 17:45 | 3× 3×            | Jegyzőkönyv | 3× 2×        | Kindarena, Rouen Nézőszám: 4524 Játékvezetők: Khenissi, Boualloucha (TUN) |

| 2017. január 18. 20:45 | Horvátország | 37–22       | Chile                     | Kindarena, Rouen Nézőszám: 2785 Játékvezetők: Bonaventura, Bonaventura (FRA) |
| 2017. január 18. 20:45 | Mihić 8      | (17–9)      | Er. Feuchtmann, Salinas 4 | Kindarena, Rouen Nézőszám: 2785 Játékvezetők: Bonaventura, Bonaventura (FRA) |
| 2017. január 18. 20:45 | 3× 3×        | Jegyzőkönyv | 5× 2×                     | Kindarena, Rouen Nézőszám: 2785 Játékvezetők: Bonaventura, Bonaventura (FRA) |

| 2017. január 20. 14:00 | Chile     | 25–26       | Szaúd-Arábia | Kindarena, Rouen Nézőszám: 2366 Játékvezetők: Pavićević, Ražnatović (MNE) |
| 2017. január 20. 14:00 | Salinas 7 | (13–13)     | Al-Abbas 9   | Kindarena, Rouen Nézőszám: 2366 Játékvezetők: Pavićević, Ražnatović (MNE) |
| 2017. január 20. 14:00 | 3× 3×     | Jegyzőkönyv | 8× 3×        | Kindarena, Rouen Nézőszám: 2366 Játékvezetők: Pavićević, Ražnatović (MNE) |

| 2017. január 20. 17:45 | Németország | 28–21       | Horvátország        | Kindarena, Rouen Nézőszám: 5000 Játékvezetők: Sondors, Līcis (LAT) |
| 2017. január 20. 17:45 | Wiencek 6   | (13–9)      | Stepančić, Štrlek 5 | Kindarena, Rouen Nézőszám: 5000 Játékvezetők: Sondors, Līcis (LAT) |
| 2017. január 20. 17:45 | 3× 3×       | Jegyzőkönyv | 3× 2×               | Kindarena, Rouen Nézőszám: 5000 Játékvezetők: Sondors, Līcis (LAT) |

| 2017. január 20. 20:45 | Fehéroroszország    | 27–25       | Magyarország      | Kindarena, Rouen Nézőszám: 3761 Játékvezetők: Nachevski, Nikolov (MKD) |
| 2017. január 20. 20:45 | Brouka, Pukhouski 6 | (15–13)     | Császár, Juhász 7 | Kindarena, Rouen Nézőszám: 3761 Játékvezetők: Nachevski, Nikolov (MKD) |
| 2017. január 20. 20:45 | 2× 3×               | Jegyzőkönyv | 7× 4×             | Kindarena, Rouen Nézőszám: 3761 Játékvezetők: Nachevski, Nikolov (MKD) |

### D csoport (Párizs)
| Csapat     | M | Gy | D | V | G+  | G–  | Gk  | P  |
| ---------- | - | -- | - | - | --- | --- | --- | -- |
| Dánia      | 5 | 5  | 0 | 0 | 157 | 130 | +27 | 10 |
| Svédország | 5 | 4  | 0 | 1 | 162 | 111 | +51 | 8  |
| Egyiptom   | 5 | 3  | 0 | 2 | 138 | 143 | –5  | 6  |
| Katar      | 5 | 2  | 0 | 3 | 127 | 129 | –2  | 4  |
| Argentína  | 5 | 1  | 0 | 4 | 108 | 137 | –29 | 2  |
| Bahrein    | 5 | 0  | 0 | 5 | 110 | 152 | –42 | 0  |

| 2017. január 13. 14:00 | Katar    | 20–22       | Egyiptom   | AccorHotels Arena, Párizs Nézőszám: 4315 Játékvezetők: López, Ramírez (ESP) |
| 2017. január 13. 14:00 | Capote 5 | (8–11)      | El-Ahmar 8 | AccorHotels Arena, Párizs Nézőszám: 4315 Játékvezetők: López, Ramírez (ESP) |
| 2017. január 13. 14:00 | 4× 2×    | Jegyzőkönyv | 7× 1×      | AccorHotels Arena, Párizs Nézőszám: 4315 Játékvezetők: López, Ramírez (ESP) |

| 2017. január 13. 17:45 | Svédország   | 33–16       | Bahrein       | AccorHotels Arena, Párizs Nézőszám: 6579 Játékvezetők: Pichon, Reveret (FRA) |
| 2017. január 13. 17:45 | Tollbring 10 | (17–5)      | Habib Hasan 4 | AccorHotels Arena, Párizs Nézőszám: 6579 Játékvezetők: Pichon, Reveret (FRA) |
| 2017. január 13. 17:45 | 5× 2×        | Jegyzőkönyv | 5× 2×         | AccorHotels Arena, Párizs Nézőszám: 6579 Játékvezetők: Pichon, Reveret (FRA) |

| 2017. január 13. 20:45 | Dánia    | 33–22       | Argentína      | AccorHotels Arena, Párizs Nézőszám: 7582 Játékvezetők: Pavicevic, Raznatovic (MNE) |
| 2017. január 13. 20:45 | Hansen 6 | (17–11)     | F. Fernández 6 | AccorHotels Arena, Párizs Nézőszám: 7582 Játékvezetők: Pavicevic, Raznatovic (MNE) |
| 2017. január 13. 20:45 | 3× 2×    | Jegyzőkönyv | 4× 2×          | AccorHotels Arena, Párizs Nézőszám: 7582 Játékvezetők: Pavicevic, Raznatovic (MNE) |

| 2017. január 14. 20:45 | Egyiptom   | 28–35       | Dánia         | AccorHotels Arena, Párizs Nézőszám: 7413 Játékvezetők: Lah, Sok (SLO) |
| 2017. január 14. 20:45 | El-Deraa 6 | (15–21)     | Svan Hansen 6 | AccorHotels Arena, Párizs Nézőszám: 7413 Játékvezetők: Lah, Sok (SLO) |
| 2017. január 14. 20:45 | 1× 2× 1×   | Jegyzőkönyv | 4× 2×         | AccorHotels Arena, Párizs Nézőszám: 7413 Játékvezetők: Lah, Sok (SLO) |

| 2017. január 15. 14:45 | Argentína    | 17–35       | Svédország   | AccorHotels Arena, Párizs Nézőszám: 12 578 Játékvezetők: Lah, Sok (SLO) |
| 2017. január 15. 14:45 | S. Simonet 5 | (11–16)     | Zachrisson 8 | AccorHotels Arena, Párizs Nézőszám: 12 578 Játékvezetők: Lah, Sok (SLO) |
| 2017. január 15. 14:45 | 4× 2×        | Jegyzőkönyv | 5× 3× 1×     | AccorHotels Arena, Párizs Nézőszám: 12 578 Játékvezetők: Lah, Sok (SLO) |

| 2017. január 15. 17:45 | Bahrein      | 22–32       | Katar    | AccorHotels Arena, Párizs Nézőszám: 4475 Játékvezetők: Pavićević, Ražnatović (MNE) |
| 2017. január 15. 17:45 | Abdulqader 5 | (9–19)      | Madadi 8 | AccorHotels Arena, Párizs Nézőszám: 4475 Játékvezetők: Pavićević, Ražnatović (MNE) |
| 2017. január 15. 17:45 | 5× 4×        | Jegyzőkönyv | 7× 2×    | AccorHotels Arena, Párizs Nézőszám: 4475 Játékvezetők: Pavićević, Ražnatović (MNE) |

| 2017. január 16. 17:45 | Egyiptom   | 31–29       | Bahrein  | AccorHotels Arena, Párizs Nézőszám: 4429 Játékvezetők: López, Ramírez (ESP) |
| 2017. január 16. 17:45 | El-Deraa 6 | (17–15)     | Saad 6   | AccorHotels Arena, Párizs Nézőszám: 4429 Játékvezetők: López, Ramírez (ESP) |
| 2017. január 16. 17:45 | 3× 2×      | Jegyzőkönyv | 5× 2× 1× | AccorHotels Arena, Párizs Nézőszám: 4429 Játékvezetők: López, Ramírez (ESP) |

| 2017. január 16. 20:45 | Dánia    | 27–25       | Svédország | AccorHotels Arena, Párizs Nézőszám: 13 850 Játékvezetők: López, Ramírez (ESP) |
| 2017. január 16. 20:45 | Hansen 8 | (14–10)     | Ekberg 7   | AccorHotels Arena, Párizs Nézőszám: 13 850 Játékvezetők: López, Ramírez (ESP) |
| 2017. január 16. 20:45 | 4× 2×    | Jegyzőkönyv | 3× 3×      | AccorHotels Arena, Párizs Nézőszám: 13 850 Játékvezetők: López, Ramírez (ESP) |

| 2017. január 17. 17:45 | Katar     | 21–17       | Argentína      | AccorHotels Arena, Párizs Nézőszám: 3641 Játékvezetők: Lah, Sok (SLO) |
| 2017. január 17. 17:45 | Mallash 5 | (9–2)       | F. Fernández 7 | AccorHotels Arena, Párizs Nézőszám: 3641 Játékvezetők: Lah, Sok (SLO) |
| 2017. január 17. 17:45 | 3× 3×     | Jegyzőkönyv | 2× 1×          | AccorHotels Arena, Párizs Nézőszám: 3641 Játékvezetők: Lah, Sok (SLO) |

| 2017. január 18. 14:00 | Argentína | 26–31       | Egyiptom        | AccorHotels Arena, Párizs Nézőszám: 7233 Játékvezetők: López, Ramírez (ESP) |
| 2017. január 18. 14:00 | Vieyra 12 | (10–13)     | három játékos 5 | AccorHotels Arena, Párizs Nézőszám: 7233 Játékvezetők: López, Ramírez (ESP) |
| 2017. január 18. 14:00 | 4× 2×     | Jegyzőkönyv | 5× 3×           | AccorHotels Arena, Párizs Nézőszám: 7233 Játékvezetők: López, Ramírez (ESP) |

| 2017. január 18. 17:45 | Dánia         | 30–26       | Bahrein                     | AccorHotels Arena, Párizs Nézőszám: 7900 Játékvezetők: Lah, Sok (SLO) |
| 2017. január 18. 17:45 | Toft Hansen 6 | (17–13)     | Ali Mahfoodh, Habib Hasan 6 | AccorHotels Arena, Párizs Nézőszám: 7900 Játékvezetők: Lah, Sok (SLO) |
| 2017. január 18. 17:45 | 4× 2× 1×      | Jegyzőkönyv | 6× 2×                       | AccorHotels Arena, Párizs Nézőszám: 7900 Játékvezetők: Lah, Sok (SLO) |

| 2017. január 18. 20:45 | Svédország | 36–25       | Katar   | AccorHotels Arena, Párizs Nézőszám: 6034 Játékvezetők: Reveret, Pichon (FRA) |
| 2017. január 18. 20:45 | Ekberg 9   | (19–12)     | Roine 8 | AccorHotels Arena, Párizs Nézőszám: 6034 Játékvezetők: Reveret, Pichon (FRA) |
| 2017. január 18. 20:45 | 6× 1×      | Jegyzőkönyv | 1× 1×   | AccorHotels Arena, Párizs Nézőszám: 6034 Játékvezetők: Reveret, Pichon (FRA) |

| 2017. január 20. 14:00 | Bahrein          | 17–26       | Argentína   | AccorHotels Arena, Párizs Nézőszám: 6314 Játékvezetők: Reveret, Pichon (FRA) |
| 2017. január 20. 14:00 | Abdulqader Ali 5 | (8–13)      | Fernández 8 | AccorHotels Arena, Párizs Nézőszám: 6314 Játékvezetők: Reveret, Pichon (FRA) |
| 2017. január 20. 14:00 | 6× 2×            | Jegyzőkönyv | 7× 1×       | AccorHotels Arena, Párizs Nézőszám: 6314 Játékvezetők: Reveret, Pichon (FRA) |

| 2017. január 20. 17:45 | Svédország | 33–26       | Egyiptom | AccorHotels Arena, Párizs Nézőszám: 7660 Játékvezetők: Lah, Sok (SLO) |
| 2017. január 20. 17:45 | Ekberg 8   | (15–9)      | Eissa 7  | AccorHotels Arena, Párizs Nézőszám: 7660 Játékvezetők: Lah, Sok (SLO) |
| 2017. január 20. 17:45 | 7× 1×      | Jegyzőkönyv | 4× 3×    | AccorHotels Arena, Párizs Nézőszám: 7660 Játékvezetők: Lah, Sok (SLO) |

| 2017. január 20. 20:45 | Katar         | 29–32       | Dánia      | AccorHotels Arena, Párizs Nézőszám: 8444 Játékvezetők: López, Ramírez (ESP) |
| 2017. január 20. 20:45 | Ali, Capote 5 | (16–14)     | Nøddesbo 8 | AccorHotels Arena, Párizs Nézőszám: 8444 Játékvezetők: López, Ramírez (ESP) |
| 2017. január 20. 20:45 | 2× 2×         | Jegyzőkönyv | 4× 4×      | AccorHotels Arena, Párizs Nézőszám: 8444 Játékvezetők: López, Ramírez (ESP) |

## Egyenes kieséses szakasz

### A 21–24. helyért
| 2017. január 21. 14:00 | Japán    | 37–26       | Angola  | Brest Arena, Brest Nézőszám: 3017 Játékvezetők: Kolahdouzan, Mousaviannazhad (IRN) |
| 2017. január 21. 14:00 | Tokuda 8 | (18–14)     | Lopes 9 | Brest Arena, Brest Nézőszám: 3017 Játékvezetők: Kolahdouzan, Mousaviannazhad (IRN) |
| 2017. január 21. 14:00 | 3× 3×    | Jegyzőkönyv | 4× 1×   | Brest Arena, Brest Nézőszám: 3017 Játékvezetők: Kolahdouzan, Mousaviannazhad (IRN) |

| 2017. január 22. 14:00 | Chile                    | 35–30       | Bahrein        | Brest Arena, Brest Nézőszám: 3600 Játékvezetők: Koo, Lee (KOR) |
| 2017. január 22. 14:00 | E. Salinas, R. Salinas 8 | (18–14)     | Ali Alsayyad 8 | Brest Arena, Brest Nézőszám: 3600 Játékvezetők: Koo, Lee (KOR) |
| 2017. január 22. 14:00 | 5× 2×                    | Jegyzőkönyv | 7× 4×          | Brest Arena, Brest Nézőszám: 3600 Játékvezetők: Koo, Lee (KOR) |

#### A 23. helyért
| 2017. január 23. 13:00 | Angola    | 26–32       | Bahrein        | Brest Arena, Brest Nézőszám: 3200 Játékvezetők: Pavićević, Ražnatović (MNE) |
| 2017. január 23. 13:00 | Pestara 6 | (13–15)     | Merza Salman 8 | Brest Arena, Brest Nézőszám: 3200 Játékvezetők: Pavićević, Ražnatović (MNE) |
| 2017. január 23. 13:00 | 5× 1×     | Jegyzőkönyv | 1× 2×          | Brest Arena, Brest Nézőszám: 3200 Játékvezetők: Pavićević, Ražnatović (MNE) |

#### A 21. helyért
| 2017. január 23. 15:00 | Japán    | 29–35       | Chile                      | Brest Arena, Brest Nézőszám: 3200 Játékvezetők: Reveret, Pichon (FRA) |
| 2017. január 23. 15:00 | Agarie 9 | (12–17)     | Ceballos, Er. Feuchtmann 7 | Brest Arena, Brest Nézőszám: 3200 Játékvezetők: Reveret, Pichon (FRA) |
| 2017. január 23. 15:00 | 1× 3×    | Jegyzőkönyv | 2× 3×                      | Brest Arena, Brest Nézőszám: 3200 Játékvezetők: Reveret, Pichon (FRA) |

### A 17–20. helyért
| 2017. január 22. 14:00 | Lengyelország | 28–26       | Tunézia    | Brest Arena, Brest Nézőszám: 3600 Játékvezetők: Reveret, Pichon (FRA) |
| 2017. január 22. 14:00 | Krajewski 8   | (15–11)     | Bannour 10 | Brest Arena, Brest Nézőszám: 3600 Játékvezetők: Reveret, Pichon (FRA) |
| 2017. január 22. 14:00 | 5× 2× 1×      | Jegyzőkönyv | 4× 2×      | Brest Arena, Brest Nézőszám: 3600 Játékvezetők: Reveret, Pichon (FRA) |

| 2017. január 22. 16:00 | Szaúd-Arábia | 22–24       | Argentína | Brest Arena, Brest Nézőszám: 4114 Játékvezetők: Pavićević, Ražnatović (MNE) |
| 2017. január 22. 16:00 | Al-Abas 6    | (8–10)      | Pizarro 6 | Brest Arena, Brest Nézőszám: 4114 Játékvezetők: Pavićević, Ražnatović (MNE) |
| 2017. január 22. 16:00 | 6× 2×        | Jegyzőkönyv | 3× 3×     | Brest Arena, Brest Nézőszám: 4114 Játékvezetők: Pavićević, Ražnatović (MNE) |

#### A 19. helyért
| 2017. január 23. 18:00 | Tunézia        | 39–30       | Szaúd-Arábia | Brest Arena, Brest Nézőszám: 1650 Játékvezetők: Koo, Lee (KOR) |
| 2017. január 23. 18:00 | Haj Youssef 12 | (20–15)     | Al-Abas 9    | Brest Arena, Brest Nézőszám: 1650 Játékvezetők: Koo, Lee (KOR) |
| 2017. január 23. 18:00 | 3× 3×          | Jegyzőkönyv | 2× 2×        | Brest Arena, Brest Nézőszám: 1650 Játékvezetők: Koo, Lee (KOR) |

#### A 17. helyért
| 2017. január 23. 20:00 | Lengyelország | 24–22       | Argentína      | Brest Arena, Brest Nézőszám: 2320 Játékvezetők: Kolahdouzan, Mousaviyan (IRI) |
| 2017. január 23. 20:00 | Krajewski 6   | (13–13)     | F. Fernández 8 | Brest Arena, Brest Nézőszám: 2320 Játékvezetők: Kolahdouzan, Mousaviyan (IRI) |
| 2017. január 23. 20:00 | 4× 3×         | Jegyzőkönyv | 4× 3×          | Brest Arena, Brest Nézőszám: 2320 Játékvezetők: Kolahdouzan, Mousaviyan (IRI) |

### Ágrajz
|  |                                |                  |                          |                                |                          |                          |                          |               |               |               |                     |                     |                     |  |  |       |       |       |
|  | Nyolcaddöntők                  | Nyolcaddöntők    | Nyolcaddöntők            |                                |                          | Negyeddöntők             | Negyeddöntők             | Negyeddöntők  |               |               | Elődöntők           | Elődöntők           | Elődöntők           |  |  | Döntő | Döntő | Döntő |
|  | Nyolcaddöntők                  | Nyolcaddöntők    | Nyolcaddöntők            |                                |                          | Negyeddöntők             | Negyeddöntők             | Negyeddöntők  |               |               | Elődöntők           | Elődöntők           | Elődöntők           |  |  | Döntő | Döntő | Döntő |
|  | január 21. – Villeneuve-d’Ascq |                  |                          |                                |                          |                          |                          |               |               |               |                     |                     |                     |  |  |       |       |       |
|  |                                |                  |                          |                                |                          |                          |                          |               |               |               |                     |                     |                     |  |  |       |       |       |
|  | A1                             | Franciaország    | 31                       |                                |                          |                          |                          |               |               |               |                     |                     |                     |  |  |       |       |       |
|  | A1                             | Franciaország    | 31                       | január 24. – Villeneuve-d’Ascq |                          |                          |                          |               |               |               |                     |                     |                     |  |  |       |       |       |
|  | B4                             | Izland           | 25                       |                                |                          |                          |                          |               |               |               |                     |                     |                     |  |  |       |       |       |
|  | B4                             | Izland           | 25                       |                                |                          | Franciaország            | Franciaország            | 33            |               |               |                     |                     |                     |  |  |       |       |       |
|  | január 22. – Villeneuve-d’Ascq |                  |                          |                                |                          | Franciaország            | Franciaország            | 33            |               |               |                     |                     |                     |  |  |       |       |       |
|  |                                |                  | Svédország               | Svédország                     | 30                       |                          |                          |               |               |               |                     |                     |                     |  |  |       |       |       |
|  | C3                             | Fehéroroszország | Svédország               | Svédország                     | 30                       | 22                       |                          |               |               |               |                     |                     |                     |  |  |       |       |       |
|  | C3                             | Fehéroroszország |                          |                                |                          | 22                       | január 26. – Párizs      |               |               |               |                     |                     |                     |  |  |       |       |       |
|  | D2                             | Svédország       | 41                       |                                |                          |                          |                          |               |               |               |                     |                     |                     |  |  |       |       |       |
|  | D2                             | Svédország       | 41                       |                                |                          | Franciaország            | Franciaország            | 31            |               |               |                     |                     |                     |  |  |       |       |       |
|  | január 21. – Párizs            |                  |                          |                                |                          | Franciaország            | Franciaország            | 31            |               |               |                     |                     |                     |  |  |       |       |       |
|  |                                |                  | Szlovénia                | Szlovénia                      | 25                       |                          |                          |               |               |               |                     |                     |                     |  |  |       |       |       |
|  | A3                             | Oroszország      | Szlovénia                | Szlovénia                      | 25                       | 26                       |                          |               |               |               |                     |                     |                     |  |  |       |       |       |
|  | A3                             | Oroszország      | január 24. – Párizs      |                                |                          | 26                       |                          |               |               |               |                     |                     |                     |  |  |       |       |       |
|  | B2                             | Szlovénia        | 32                       |                                |                          |                          |                          |               |               |               |                     |                     |                     |  |  |       |       |       |
|  | B2                             | Szlovénia        | 32                       |                                |                          | Szlovénia                | Szlovénia                | 32            |               |               |                     |                     |                     |  |  |       |       |       |
|  | január 22. – Párizs            |                  |                          |                                |                          | Szlovénia                | Szlovénia                | 32            |               |               |                     |                     |                     |  |  |       |       |       |
|  |                                |                  | Katar                    | Katar                          | 30                       |                          |                          |               |               |               |                     |                     |                     |  |  |       |       |       |
|  | C1                             | Németország      | Katar                    | Katar                          | 30                       | 20                       |                          |               |               |               |                     |                     |                     |  |  |       |       |       |
|  | C1                             | Németország      |                          |                                |                          | 20                       | január 29. – Párizs      |               |               |               |                     |                     |                     |  |  |       |       |       |
|  | D4                             | Katar            | 21                       |                                |                          |                          |                          |               |               |               |                     |                     |                     |  |  |       |       |       |
|  | D4                             | Katar            | 21                       |                                |                          | Franciaország            | Franciaország            | 33            |               |               |                     |                     |                     |  |  |       |       |       |
|  | január 21. – Montpellier       |                  |                          |                                |                          | Franciaország            | Franciaország            | 33            |               |               |                     |                     |                     |  |  |       |       |       |
|  |                                |                  | Norvégia                 | Norvégia                       | 26                       |                          |                          |               |               |               |                     |                     |                     |  |  |       |       |       |
|  | A4                             | Brazília         | Norvégia                 | Norvégia                       | 26                       | 27                       |                          |               |               |               |                     |                     |                     |  |  |       |       |       |
|  | A4                             | Brazília         | január 24. – Montpellier |                                |                          | 27                       |                          |               |               |               |                     |                     |                     |  |  |       |       |       |
|  | B1                             | Spanyolország    | 28                       |                                |                          |                          |                          |               |               |               |                     |                     |                     |  |  |       |       |       |
|  | B1                             | Spanyolország    | 28                       |                                |                          | Spanyolország            | Spanyolország            | 29            |               |               |                     |                     |                     |  |  |       |       |       |
|  | január 22. – Montpellier       |                  |                          |                                |                          | Spanyolország            | Spanyolország            | 29            |               |               |                     |                     |                     |  |  |       |       |       |
|  |                                |                  | Horvátország             | Horvátország                   | 30                       |                          |                          |               |               |               |                     |                     |                     |  |  |       |       |       |
|  | C2                             | Horvátország     | Horvátország             | Horvátország                   | 30                       | 21                       |                          |               |               |               |                     |                     |                     |  |  |       |       |       |
|  | C2                             | Horvátország     |                          |                                |                          | 21                       | január 27. – Párizs      |               |               |               |                     |                     |                     |  |  |       |       |       |
|  | D3                             | Egyiptom         | 19                       |                                |                          |                          |                          |               |               |               |                     |                     |                     |  |  |       |       |       |
|  | D3                             | Egyiptom         | 19                       |                                |                          | Horvátország             | Horvátország             | 25            |               |               |                     |                     |                     |  |  |       |       |       |
|  | január 21. – Albertville       |                  |                          |                                |                          | Horvátország             | Horvátország             | 25            |               |               |                     |                     |                     |  |  |       |       |       |
|  |                                |                  | Norvégia                 | Norvégia                       | 28                       |                          |                          | Bronzmérkőzés | Bronzmérkőzés | Bronzmérkőzés |                     |                     |                     |  |  |       |       |       |
|  | A2                             | Norvégia         | Norvégia                 | Norvégia                       | 28                       | 34                       |                          |               |               | Bronzmérkőzés |                     |                     |                     |  |  |       |       |       |
|  | A2                             | Norvégia         |                          |                                | január 24. – Albertville | január 24. – Albertville | január 24. – Albertville |               |               |               | január 28. – Párizs | január 28. – Párizs | január 28. – Párizs |  |  |       |       |       |
|  | B3                             | Macedónia        | 24                       |                                | január 24. – Albertville | január 24. – Albertville | január 24. – Albertville |               |               |               | január 28. – Párizs | január 28. – Párizs | január 28. – Párizs |  |  |       |       |       |
|  | B3                             | Macedónia        | 24                       |                                |                          | Norvégia                 | Norvégia                 | 31            | Szlovénia     | Szlovénia     | 31                  |                     |                     |  |  |       |       |       |
|  | január 22. – Albertville       |                  |                          |                                |                          | Norvégia                 | Norvégia                 | 31            | Szlovénia     | Szlovénia     | 31                  |                     |                     |  |  |       |       |       |
|  |                                |                  | Magyarország             | Magyarország                   | 28                       |                          |                          | Horvátország  | Horvátország  | 30            |                     |                     |                     |  |  |       |       |       |
|  | C4                             | Magyarország     | Magyarország             | Magyarország                   | 28                       | 27                       |                          | Horvátország  | Horvátország  | 30            |                     |                     |                     |  |  |       |       |       |
|  | C4                             | Magyarország     |                          |                                |                          |                          |                          |               |               |               |                     |                     |                     |  |  |       |       |       |
|  | D1                             | Dánia            | 25                       |                                |                          |                          |                          |               |               |               |                     |                     |                     |  |  |       |       |       |
|  | D1                             | Dánia            | 25                       |                                |                          |                          |                          |               |               |               |                     |                     |                     |  |  |       |       |       |

### Nyolcaddöntők
| 2017. január 21. 16:00 | Norvégia         | 34–24       | Macedónia    | Halle olympique, Albertville Nézőszám: 6540 Játékvezetők: Līcis, Sondors (LAT) |
| 2017. január 21. 16:00 | Jøndal, Tangen 6 | (12–10)     | K. Lazarov 6 | Halle olympique, Albertville Nézőszám: 6540 Játékvezetők: Līcis, Sondors (LAT) |
| 2017. január 21. 16:00 | 2× 2×            | Jegyzőkönyv | 4× 2×        | Halle olympique, Albertville Nézőszám: 6540 Játékvezetők: Līcis, Sondors (LAT) |

| 2017. január 21. 18:00 | Franciaország | 31–25       | Izland    | Stade Pierre-Mauroy, Villeneuve-d’Ascq Nézőszám: 28010 Játékvezetők: Grillo, Lenci (ARG) |
| 2017. január 21. 18:00 | Guigou 6      | (14–13)     | Kárason 7 | Stade Pierre-Mauroy, Villeneuve-d’Ascq Nézőszám: 28010 Játékvezetők: Grillo, Lenci (ARG) |
| 2017. január 21. 18:00 | 2× 1×         | Jegyzőkönyv | 4× 3×     | Stade Pierre-Mauroy, Villeneuve-d’Ascq Nézőszám: 28010 Játékvezetők: Grillo, Lenci (ARG) |

| 2017. január 21. 20:45 | Brazília | 27–28       | Spanyolország          | Park&Suites Arena, Montpellier Nézőszám: 6923 Játékvezetők: Brunner, Salah (SUI) |
| 2017. január 21. 20:45 | Silva 7  | (18–16)     | Cañellas, Dujsebajev 5 | Park&Suites Arena, Montpellier Nézőszám: 6923 Játékvezetők: Brunner, Salah (SUI) |
| 2017. január 21. 20:45 | 5× 2×    | Jegyzőkönyv | 4× 2×                  | Park&Suites Arena, Montpellier Nézőszám: 6923 Játékvezetők: Brunner, Salah (SUI) |

| 2017. január 21. 20:45 | Oroszország          | 26–32       | Szlovénia  | AccorHotels Arena, Párizs Nézőszám: 8324 Játékvezetők: Bonaventura, Bonaventura (FRA) |
| 2017. január 21. 20:45 | Dereven, Siskarjov 5 | (15–13)     | Cingesar 6 | AccorHotels Arena, Párizs Nézőszám: 8324 Játékvezetők: Bonaventura, Bonaventura (FRA) |
| 2017. január 21. 20:45 | 7× 3× 1×             | Jegyzőkönyv | 2× 3×      | AccorHotels Arena, Párizs Nézőszám: 8324 Játékvezetők: Bonaventura, Bonaventura (FRA) |

| 2017. január 22. 16:00 | Magyarország | 27–25       | Dánia    | Halle olympique, Albertville Nézőszám: 6540 Játékvezetők: Boualloucha, Khenissi (TUN) |
| 2017. január 22. 16:00 | Lékai 6      | (13–12)     | Hansen 8 | Halle olympique, Albertville Nézőszám: 6540 Játékvezetők: Boualloucha, Khenissi (TUN) |
| 2017. január 22. 16:00 | 3× 3×        | Jegyzőkönyv | 1× 2×    | Halle olympique, Albertville Nézőszám: 6540 Játékvezetők: Boualloucha, Khenissi (TUN) |

| 2017. január 22. 16:00 | Fehéroroszország | 22–41       | Svédország     | Stade Pierre-Mauroy, Villeneuve-d’Ascq Nézőszám: 16 188 Játékvezetők: Nachevski, Nikolov (MKD) |
| 2017. január 22. 16:00 | Karalek 7        | (11–24)     | Gottfridsson 8 | Stade Pierre-Mauroy, Villeneuve-d’Ascq Nézőszám: 16 188 Játékvezetők: Nachevski, Nikolov (MKD) |
| 2017. január 22. 16:00 | 4× 2×            | Jegyzőkönyv | 3× 1×          | Stade Pierre-Mauroy, Villeneuve-d’Ascq Nézőszám: 16 188 Játékvezetők: Nachevski, Nikolov (MKD) |

| 2017. január 22. 18:00 | Németország          | 20–21       | Katar    | AccorHotels Arena, Párizs Nézőszám: 10 209 Játékvezetők: Gatelis, Mazeika (LTU) |
| 2017. január 22. 18:00 | Glandorf, Groetzki 4 | (10–9)      | Capote 9 | AccorHotels Arena, Párizs Nézőszám: 10 209 Játékvezetők: Gatelis, Mazeika (LTU) |
| 2017. január 22. 18:00 | 5× 3×                | Jegyzőkönyv | 3× 2×    | AccorHotels Arena, Párizs Nézőszám: 10 209 Játékvezetők: Gatelis, Mazeika (LTU) |

| 2017. január 22. 20:45 | Horvátország | 21–19       | Egyiptom  | Park&Suites Arena, Montpellier Nézőszám: 6 266 Játékvezetők: Gjeding, Hansen (DEN) |
| 2017. január 22. 20:45 | Horvat 6     | (13–7)      | Elahmar 5 | Park&Suites Arena, Montpellier Nézőszám: 6 266 Játékvezetők: Gjeding, Hansen (DEN) |
| 2017. január 22. 20:45 | 3×           | Jegyzőkönyv | 4×        | Park&Suites Arena, Montpellier Nézőszám: 6 266 Játékvezetők: Gjeding, Hansen (DEN) |

### Negyeddöntők
| 2017. január 24. 17:00 | Norvégia | 31–28       | Magyarország | Halle olympique, Albertville Nézőszám: 6540 Játékvezetők: Geipel, Helbig (GER) |
| 2017. január 24. 17:00 | Hansen 6 | (17–10)     | Császár 11   | Halle olympique, Albertville Nézőszám: 6540 Játékvezetők: Geipel, Helbig (GER) |
| 2017. január 24. 17:00 | 7× 2×    | Jegyzőkönyv | 3× 3×        | Halle olympique, Albertville Nézőszám: 6540 Játékvezetők: Geipel, Helbig (GER) |

| 2017. január 24. 19:00 | Franciaország | 33–30       | Svédország     | Stade Pierre-Mauroy, Villeneuve-d’Ascq Nézőszám: 28010 Játékvezetők: López, Ramírez (ESP) |
| 2017. január 24. 19:00 | Mahé 9        | (15–16)     | Gottfridsson 7 | Stade Pierre-Mauroy, Villeneuve-d’Ascq Nézőszám: 28010 Játékvezetők: López, Ramírez (ESP) |
| 2017. január 24. 19:00 | 5× 3×         | Jegyzőkönyv | 6× 3×          | Stade Pierre-Mauroy, Villeneuve-d’Ascq Nézőszám: 28010 Játékvezetők: López, Ramírez (ESP) |

| 2017. január 24. 20:45 | Szlovénia | 32–30       | Katar   | AccorHotels Arena, Párizs Nézőszám: 6573 Játékvezetők: Horáček, Novotný (CZE) |
| 2017. január 24. 20:45 | Marguč 6  | (18–15)     | Roiné 8 | AccorHotels Arena, Párizs Nézőszám: 6573 Játékvezetők: Horáček, Novotný (CZE) |
| 2017. január 24. 20:45 | 3× 1×     | Jegyzőkönyv | 4×      | AccorHotels Arena, Párizs Nézőszám: 6573 Játékvezetők: Horáček, Novotný (CZE) |

| 2017. január 24. 20:45 | Spanyolország | 29–30       | Horvátország | Park&Suites Arena, Montpellier Nézőszám: 6749 Játékvezetők: Gjeding, Hansen (DEN) |
| 2017. január 24. 20:45 | Fernández 7   | (15–17)     | Mamić 9      | Park&Suites Arena, Montpellier Nézőszám: 6749 Játékvezetők: Gjeding, Hansen (DEN) |
| 2017. január 24. 20:45 | 1× 4×         | Jegyzőkönyv | 4× 2×        | Park&Suites Arena, Montpellier Nézőszám: 6749 Játékvezetők: Gjeding, Hansen (DEN) |

### Elődöntők
| 2017. január 26. 20:45 | Franciaország | 31–25       | Szlovénia | AccorHotels Arena, Párizs Nézőszám: 15 609 Játékvezetők: Geipel, Helbig (GER) |
| 2017. január 26. 20:45 | Remili 6      | (15–12)     | Dolenec 5 | AccorHotels Arena, Párizs Nézőszám: 15 609 Játékvezetők: Geipel, Helbig (GER) |
| 2017. január 26. 20:45 | 3× 2×         | Jegyzőkönyv | 3× 2×     | AccorHotels Arena, Párizs Nézőszám: 15 609 Játékvezetők: Geipel, Helbig (GER) |

| 2017. január 27. 20:45 | Horvátország | 25–28 (h. u.)  | Norvégia | AccorHotels Arena, Párizs Nézőszám: 10 324 Játékvezetők: Horáček, Novotný (CZE) |
| 2017. január 27. 20:45 | Horvat 6     | (10–12, 22–22) | Myrhol 6 | AccorHotels Arena, Párizs Nézőszám: 10 324 Játékvezetők: Horáček, Novotný (CZE) |
| 2017. január 27. 20:45 | 6× 4× 1×     | Jegyzőkönyv    | 4× 3×    | AccorHotels Arena, Párizs Nézőszám: 10 324 Játékvezetők: Horáček, Novotný (CZE) |

### Bronzmérkőzés
| 2017. január 28. 20:45 | Szlovénia       | 31–30       | Horvátország | AccorHotels Arena, Párizs Nézőszám: 8625 Játékvezetők: López, Ramírez (ESP) |
| 2017. január 28. 20:45 | három játékos 4 | (13–18)     | Cindrić 7    | AccorHotels Arena, Párizs Nézőszám: 8625 Játékvezetők: López, Ramírez (ESP) |
| 2017. január 28. 20:45 | 2× 4×           | Jegyzőkönyv | 3× 2×        | AccorHotels Arena, Párizs Nézőszám: 8625 Játékvezetők: López, Ramírez (ESP) |

### Döntő
| 2017. január 29. 17:30 | Franciaország | 33–26       | Norvégia   | AccorHotels Arena, Párizs Nézőszám: 15 609 Játékvezetők: Gjeding, Hansen (DEN) |
| 2017. január 29. 17:30 | Karabatić 6   | (18–17)     | Tønnesen 5 | AccorHotels Arena, Párizs Nézőszám: 15 609 Játékvezetők: Gjeding, Hansen (DEN) |
| 2017. január 29. 17:30 | 1× 2×         | Jegyzőkönyv | 2× 4×      | AccorHotels Arena, Párizs Nézőszám: 15 609 Játékvezetők: Gjeding, Hansen (DEN) |

| A 2017-es férfi kézilabda-világbajnokság győztese |
| ------------------------------------------------- |
| · Franciaország · 6. cím                          |

## Végeredmény
Magyarország és a hazai csapat eltérő háttérszínnel kiemelve.
| Aranyérem | Franciaország    |  |  |  |  |  |  |  |  |
| Ezüstérem | Norvégia         |  |  |  |  |  |  |  |  |
| Bronzérem | Szlovénia        |  |  |  |  |  |  |  |  |
| 4.        | Horvátország     |  |  |  |  |  |  |  |  |
|           |                  |  |  |  |  |  |  |  |  |
| 5.        | Spanyolország    |  |  |  |  |  |  |  |  |
| 6.        | Svédország       |  |  |  |  |  |  |  |  |
| 7.        | Magyarország     |  |  |  |  |  |  |  |  |
| 8.        | Katar            |  |  |  |  |  |  |  |  |
|           |                  |  |  |  |  |  |  |  |  |
| 9.        | Németország      |  |  |  |  |  |  |  |  |
| 10.       | Dánia            |  |  |  |  |  |  |  |  |
| 11.       | Oroszország      |  |  |  |  |  |  |  |  |
| 12.       | Egyiptom         |  |  |  |  |  |  |  |  |
| 13.       | Macedónia        |  |  |  |  |  |  |  |  |
| 14.       | Izland           |  |  |  |  |  |  |  |  |
| 15.       | Fehéroroszország |  |  |  |  |  |  |  |  |
| 16.       | Brazília         |  |  |  |  |  |  |  |  |
|           |                  |  |  |  |  |  |  |  |  |
| 17.       | Lengyelország    |  |  |  |  |  |  |  |  |
| 18.       | Argentína        |  |  |  |  |  |  |  |  |
| 19.       | Tunézia          |  |  |  |  |  |  |  |  |
| 20.       | Szaúd-Arábia     |  |  |  |  |  |  |  |  |
|           |                  |  |  |  |  |  |  |  |  |
| 21.       | Chile            |  |  |  |  |  |  |  |  |
| 22.       | Japán            |  |  |  |  |  |  |  |  |
| 23.       | Bahrein          |  |  |  |  |  |  |  |  |
| 24.       | Angola           |  |  |  |  |  |  |  |  |

### All-Star csapat
Az alábbi hét játékost választották a torna All-Star csapatába:
- Kapus:  Vincent Gérard (Franciaország)
- Jobb szélső:  Kristian Bjørnsen (Norvégia)
- Jobb átlövő:  Nedim Remili (Franciaország)
- Beálló:  Bjarte Myrhol (Norvégia)
- Irányító:  Domagoj Duvnjak (Horvátország)
- Bal átlövő:  Sander Sagosen (Norvégia)
- Bal szélső:  Jerry Tollbring (Svédország)

A legértékesebb játékos a francia Nikola Karabatić lett.

## Statisztikák

### Góllövőlista
2017. január 29-én frissítve.
| Helyezés | Név                       | Csapat | Gólok | Lövések | %  |
| -------- | ------------------------- | ------ | ----- | ------- | -- |
| 1        | Kiril Lazarov             | MKD    | 50    | 81      | 62 |
| 2        | Sérgio Lopes              | ANG    | 47    | 88      | 53 |
| 3        | Amine Bannour             | TUN    | 45    | 84      | 54 |
| 3        | Kristian Bjørnsen         | NOR    | 45    | 59      | 76 |
| 5        | Niclas Ekberg             | SWE    | 43    | 60      | 72 |
| 6        | Bjarte Myrhol             | NOR    | 42    | 53      | 79 |
| 7        | Sander Sagosen            | NOR    | 41    | 79      | 52 |
| 8        | Luka Cindrić              | CRO    | 39    | 65      | 60 |
| 8        | Federico Gastón Fernández | ARG    | 39    | 58      | 67 |
| 10       | Császár Gábor             | HUN    | 38    | 55      | 69 |
| 10       | Gašper Marguč             | SLO    | 38    | 48      | 79 |
| 10       | Jerry Tollbring           | SWE    | 38    | 46      | 83 |

Forrás: IHF Archiválva 2017. január 16-i dátummal a Wayback Machine-ben

### Kapusok
2017. január 29-én frissítve.
| Helyezés | Név                | Csapat | %  | Védések | Kapott lövések |
| -------- | ------------------ | ------ | -- | ------- | -------------- |
| 1        | Espen Christensen  | NOR    | 44 | 32      | 73             |
| 2        | Andreas Wolff      | GER    | 43 | 60      | 141            |
| 3        | Vincent Gérard     | FRA    | 40 | 62      | 155            |
| 3        | Niklas Landin      | DEN    | 40 | 66      | 167            |
| 3        | Andreas Palicka    | SWE    | 40 | 51      | 127            |
| 6        | Mikael Appelgren   | SWE    | 39 | 55      | 141            |
| 7        | Rodrigo Corrales   | ESP    | 36 | 43      | 121            |
| 7        | Silvio Heinevetter | GER    | 36 | 25      | 69             |
| 7        | Maik dos Santos    | BRA    | 36 | 46      | 129            |
| 10       | Makrem Missaoui    | TUN    | 35 | 73      | 210            |

Forrás: IHF